# مدجن

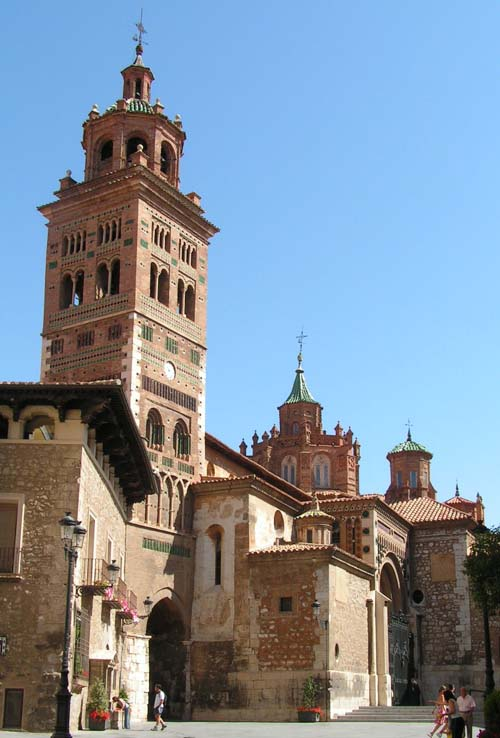
کلیسای جامع تروئل، یکی از ۱۰ یادبود مدجن‌ها در آراگون، این کلیسا جزو میراث جهانی یونسکو نیز هست.

مُدَجَّن‌ها (به اسپانیایی: Mudéjar) از مسلمانان مراکشی تبار اسپانیایند که پس از یورش مسیحیان به اندلس، آنجا را ترک نکرده تحت سلطه آنان به زندگی خویش در اسپانیا ادامه دادند. برخلاف موریسکوها که مسلمانان مسیحی شده بودند، مدجن‌ها با وجود ادامه اقامت در اسپانیا به مسیحیت نگرویدند.
مدجن در عین حال در اشاره به سبکی از معماری و تزئینات ایبریایی به کار می‌رود که در سده‌های ۱۲ تا ۱۶ میلادی رواج داشت و اشکال آن قویاً از ذوق و فنون مراکشی تأثیر گرفته بود.

## تعامل با مسیحیان
مدجنان همانند مُسْتَعْرِبان چون دو زبان (عربی و اسپانیولی) فراگرفته بودند، در انتقال دانش و میراث اسلامی به مسیحیان کمک کردند. البته، چون مُدَجَّنان جایگاه اجتماعی مناسبی نداشتند از بُعد فرهنگی کمتر از مستعرِبان بر جامعه مسیحی تأثیر نهاده‌اند.
در این دوره رهبران و بزرگان مسیحی هرچند نسبت به اسلام به عنوان یک دین، دشمنی داشتند و با هویت دینی مدجنان به سختی مقابله می‌کردند، اما رویکرد مثبتی به علوم اسلامی داشتند، به ویژه از سده ۵ق/۱۱م به بعد اقدامهای گسترده‌ای را به منظور ترجمه و توسعه این علوم انجام دادند.
آلفونس دهم، پادشاه قَشْتالَه، گروهی از مدجنان را در دربارش گرد آورد تا با مترجمان آن جا همکاری کنند. چون کار ترجمه در شهرهایی نظیر سَرَقُسْطَه، طُرْطُوشَه، بَرْشَلُونَه، مُرسِیَه، طَرَسُونَه، طُلَیْطُلَه و اِشْبِیلِیَّه انجام می‌گرفته در آنها شمار قابل توجهی از مُدَجَّنان زندگی می‌کردند.